# Света Елена (булевард във Варна)
Вижте пояснителната страница за други значения на Света Елена.
„Света Елена“ е периферен булевард на квартал Владиславово в едноименния район на Варна, който преминава през квартала в посока изток-запад. Той започва от кръстовище с бул. „Трети март", пресича бул. „Константин и Фружин" и завършва в кръстовище с околовръстната улица „Янко Мустаков“. Наречен е на християнската светица Елена Константинополска.
По повод годишнина от Освобождението на Варна на 27 юли 2010 г. в местността „Терасите“, през която преминава булевард „Света Елена“, е открит Мемориален парк на руските войни. На това място през 1878 г. е първият гробищен парк на тогавашното село Владиславово, където са погребани двама офицери и 50 руски драгуни и пехотинци от 71-ви пехотен Бельовски полк.